# Liste des présidents de la république du Burundi
Pour un article plus général, voir Président de la république du Burundi.
Cet article dresse la liste des présidents de la république du Burundi depuis l'avènement de la République le 28 novembre 1966, le pays ayant d'abord été une monarchie à son indépendance le 1er juillet 1962. 
Le président du Burundi est à la fois le chef d'État et le chef du gouvernement de la république du Burundi. Il est également le commandant en chef de la Force de défense nationale. La fonction présidentielle est instaurée lorsque Michel Micombero proclame la république le 28 novembre 1966. La première Constitution à définir les pouvoirs et les responsabilités du président est celle de 1974, adoptée en 1976. Rédigée par Micombero, cette Constitution confirme sa position en tant que premier président du Burundi. Les pouvoirs du président sont aujourd’hui définis par la dernière Constitution, mise en œuvre en 2005 à la suite des accords d'Arusha de 2000 après la guerre civile burundaise.
Depuis que le Burundi est devenu une république, neuf personnes ont exercé la fonction présidentielle. Un seul président, Pierre Buyoya, occupe ce poste à deux reprises de manière non consécutives. Sylvie Kinigi est la première et unique femme à avoir occupé cette fonction — à titre intérimaire. Le président actuel Évariste Ndayishimiye, en fonction depuis le 18 juin 2020.

## Liste des présidents
| No                                           | Portrait                 | Titulaire (Naissance-mort)            | Élection        | Mandat            | Mandat                         | Mandat                     | Ethnie | Parti politique | Parti politique    | Réf.   |
| No                                           | Portrait                 | Titulaire (Naissance-mort)            | Élection        | Début             | Fin                            | Durée                      | Ethnie | Parti politique | Parti politique    | Réf.   |
| -------------------------------------------- | ------------------------ | ------------------------------------- | --------------- | ----------------- | ------------------------------ | -------------------------- | ------ | --------------- | ------------------ | ------ |
| 1                                            | Michel Micombero         | Michel Micombero (1940-1983)          | Coup d'État     | 28 novembre 1966  | 1er novembre 1976 (déposé)     | 9 ans, 11 mois et 4 jours  | Tutsi  |                 | Militaire / UPRONA | [ 1 ]  |
| 2                                            | Jean-Baptiste Bagaza     | Jean-Baptiste Bagaza (1946-2016)      | Coup d'État     | 1er novembre 1976 | 3 septembre 1987 (déposé)      | 10 ans, 10 mois et 2 jours | Tutsi  |                 | Militaire / UPRONA | [ 2 ]  |
| 2                                            | Jean-Baptiste Bagaza     | Jean-Baptiste Bagaza (1946-2016)      | 1984            | 1er novembre 1976 | 3 septembre 1987 (déposé)      | 10 ans, 10 mois et 2 jours | Tutsi  |                 | Militaire / UPRONA | [ 2 ]  |
| 3                                            | Pierre Buyoya            | Pierre Buyoya (1949-2020)             | Coup d'État     | 3 septembre 1987  | 10 juillet 1993                | 5 ans, 10 mois et 7 jours  | Tutsi  |                 | Militaire / UPRONA | [ 3 ]  |
| 4                                            | Melchior Ndadaye         | Melchior Ndadaye (1953-1993)          | 1993            | 10 juillet 1993   | 21 octobre 1993 (assassiné)    | 3 mois et 11 jours         | Hutu   |                 | FRODEBU            | [ 4 ]  |
| —                                            | François Ngeze           | François Ngeze (né en 1953)           | intérim         | 21 octobre 1993   | 27 octobre 1993                | 6 jours                    | Hutu   |                 | Militaire / UPRONA | [ 4 ]  |
| —                                            | Sylvie Kinigi            | Sylvie Kinigi (née en 1953)           | intérim         | 27 octobre 1993   | 5 février 1994                 | 3 mois et 9 jours          | Tutsi  |                 | UPRONA             | [ 6 ]  |
| 5                                            | Cyprien Ntaryamira       | Cyprien Ntaryamira (1955-1994)        | 1994            | 5 février 1994    | 6 avril 1994 (assassiné)       | 2 mois et 1 jour           | Hutu   |                 | FRODEBU            | [ 7 ]  |
| 6                                            | Sylvestre Ntibantunganya | Sylvestre Ntibantunganya (né en 1956) | intérim         | 6 avril 1994      | 1er octobre 1994               | 2 ans, 3 mois et 19 jours  | Hutu   |                 | FRODEBU            | [ 4 ]  |
| 6                                            | Sylvestre Ntibantunganya | Sylvestre Ntibantunganya (né en 1956) | 1994            | 1er octobre 1994  | 25 juillet 1996 (déposé)       | 2 ans, 3 mois et 19 jours  | Hutu   |                 | FRODEBU            | [ 4 ]  |
| (3)                                          | Pierre Buyoya            | Pierre Buyoya (1949-2020)             | Coup d'État     | 25 juillet 1996   | 30 avril 2003                  | 6 ans, 9 mois et 5 jours   | Tutsi  |                 | Militaire / UPRONA | [ 3 ]  |
| 7                                            | Domitien Ndayizeye       | Domitien Ndayizeye (né en 1953)       | Accord d'Arusha | 30 avril 2003     | 26 août 2005                   | 2 ans, 3 mois et 27 jours  | Hutu   |                 | FRODEBU            | [ 8 ]  |
| 8                                            | Pierre Nkurunziza        | Pierre Nkurunziza (1964-2020)         | 2005            | 26 août 2005      | 26 août 2010                   | 14 ans, 9 mois et 13 jours | Hutu   |                 | CNDD-FDD           | ,      |
| 8                                            | Pierre Nkurunziza        | Pierre Nkurunziza (1964-2020)         | 2010            | 26 août 2010      | 20 août 2015                   | 14 ans, 9 mois et 13 jours | Hutu   |                 | CNDD-FDD           | ,      |
| 8                                            | Pierre Nkurunziza        | Pierre Nkurunziza (1964-2020)         | 2015            | 20 août 2015      | 8 juin 2020 (mort en fonction) | 14 ans, 9 mois et 13 jours | Hutu   |                 | CNDD-FDD           | ,      |
| Vacance de la fonction du 8 au 18 juin 2020. |                          |                                       |                 |                   |                                |                            |        |                 |                    |        |
| 9                                            | Évariste Ndayishimiye    | Évariste Ndayishimiye (né en 1968)    | 2020            | 18 juin 2020      | en cours                       | 5 ans, 1 mois et 25 jours  | Hutu   |                 | CNDD-FDD           | [ 11 ] |